# آبریال ای-۳ اوریکو
آبریال ای-۳ اوریکو (به انگلیسی: Abrial_A-3_Oricou) یک هواگرد ملخ‌پیشین تک‌موتوره از نوع تفریحی ساخت شرکت Georges Abrial است.
طراح این هواگرد، G. Abrial بود.